# Пень
Пень, пеньо́к — невелика нижня частина стовбура дерева разом з корінням, яка залишилася після його часткового знищення.

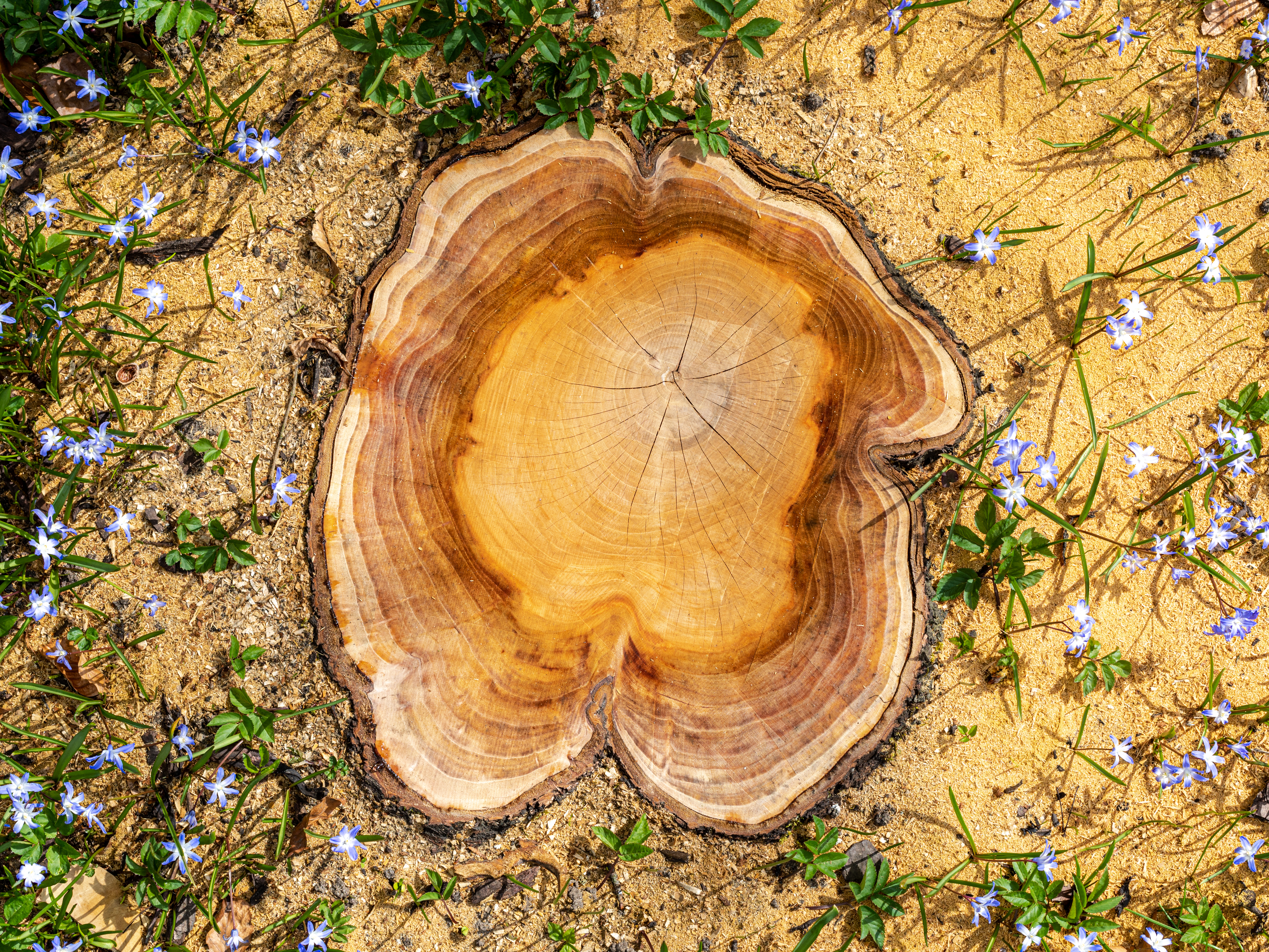
Річні кільця вишневого дерева

На пнях можна побачити річні кільця дерева. Їхнім вивченням переймається дендрохронологія та дендрокліматологія.
Процес видалення пенька називається корчуванням.

## Галерея

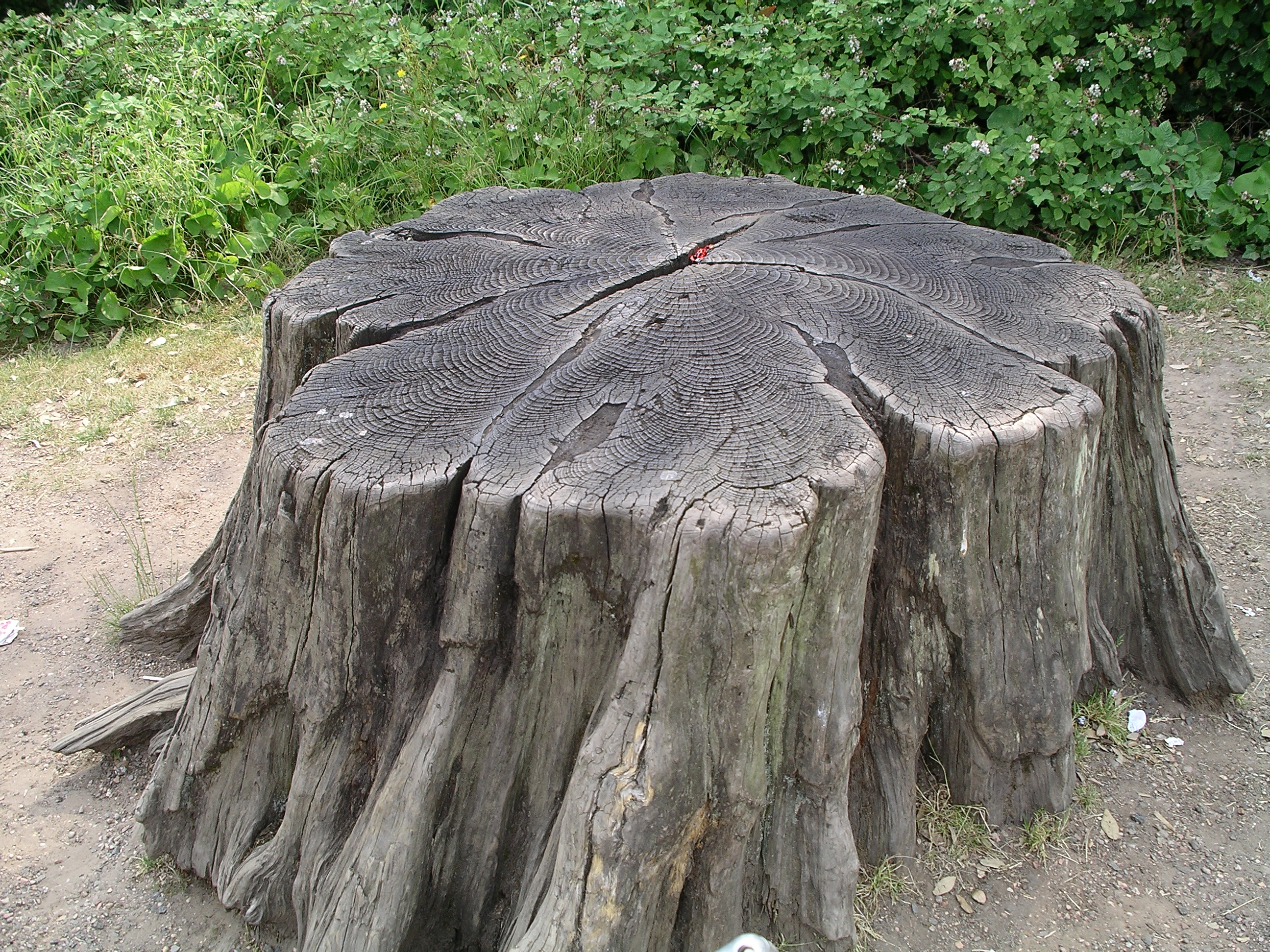
Пеньок після 37 років від часу видалення дерева
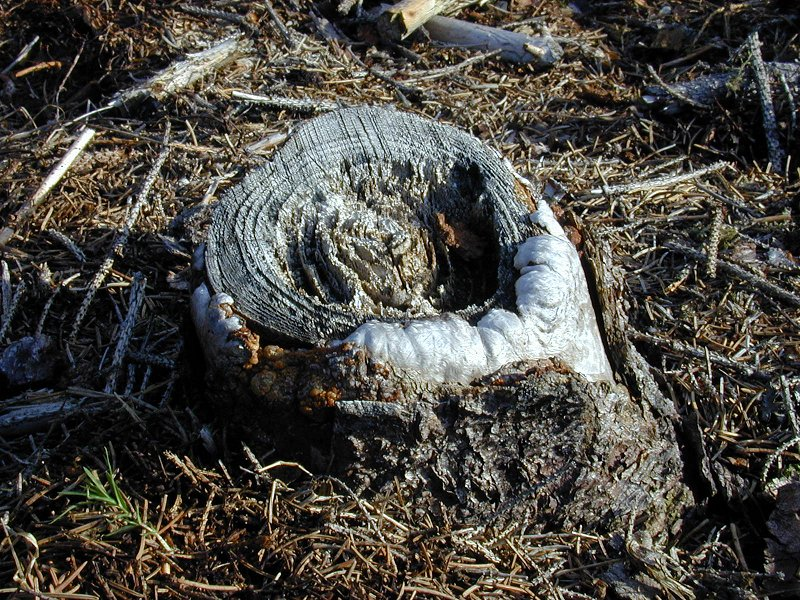
Старі ялинові пеньки
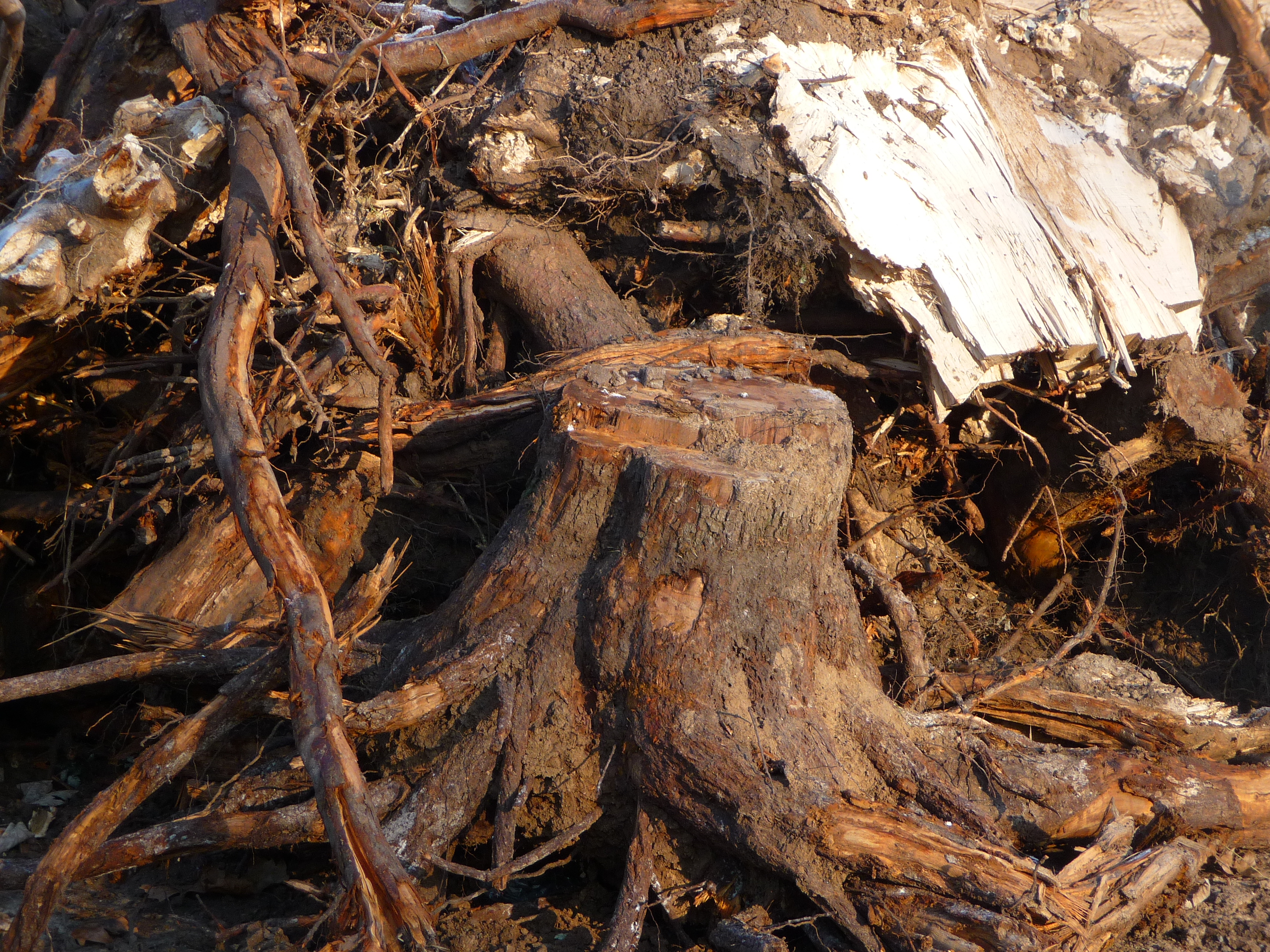
Розкопаний пень
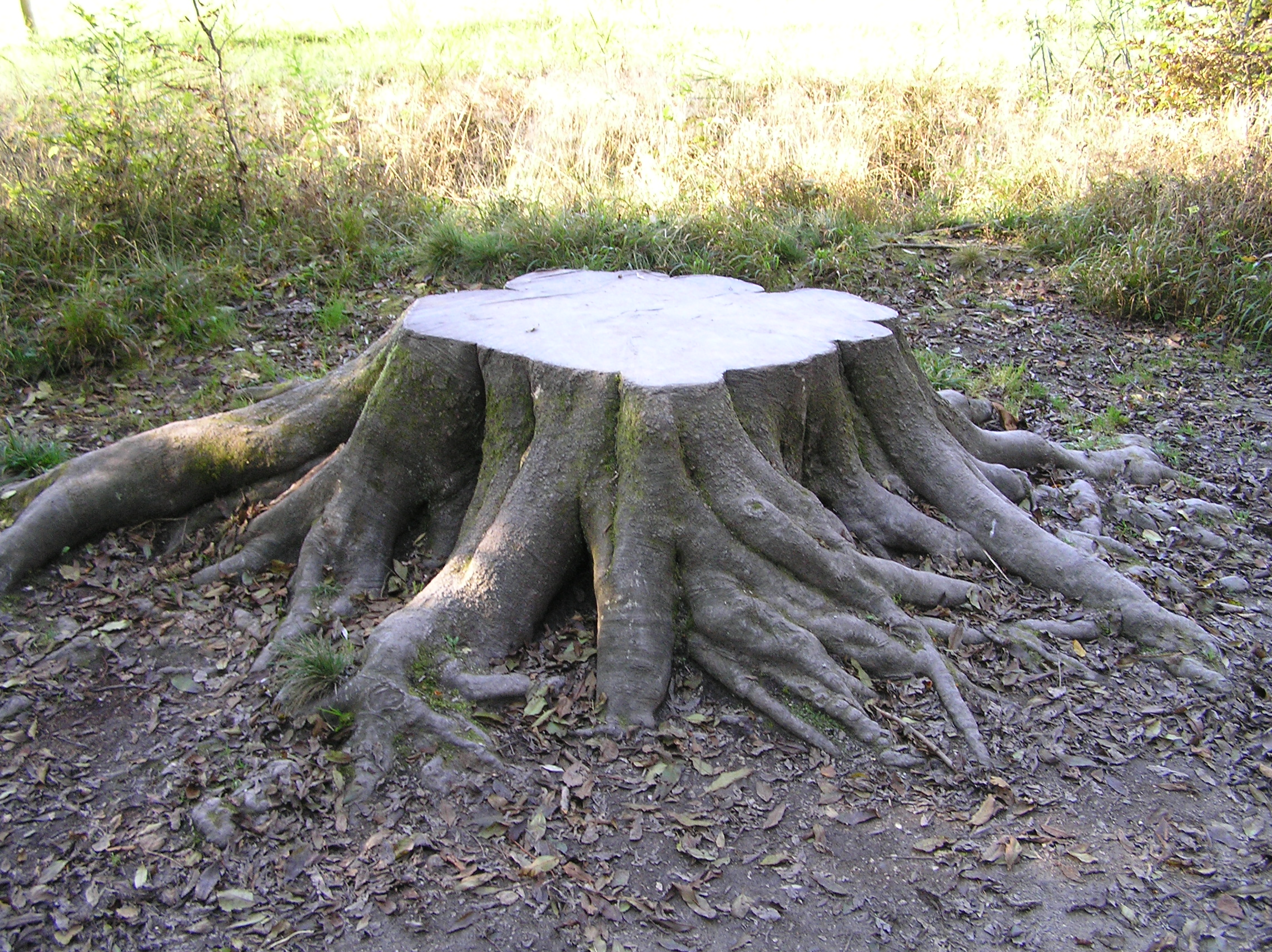
Пеньок великого дерева
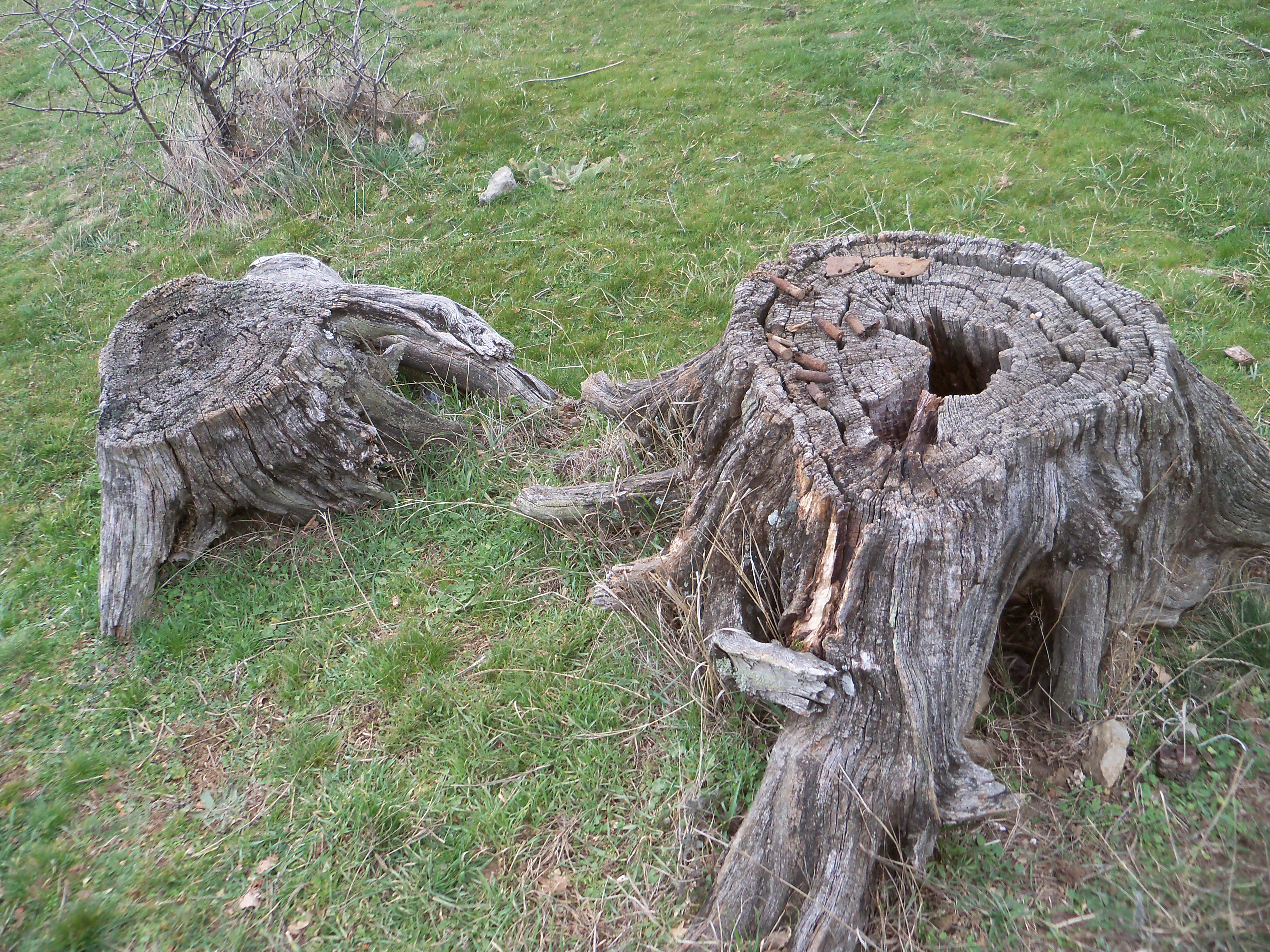
Старі пеньки
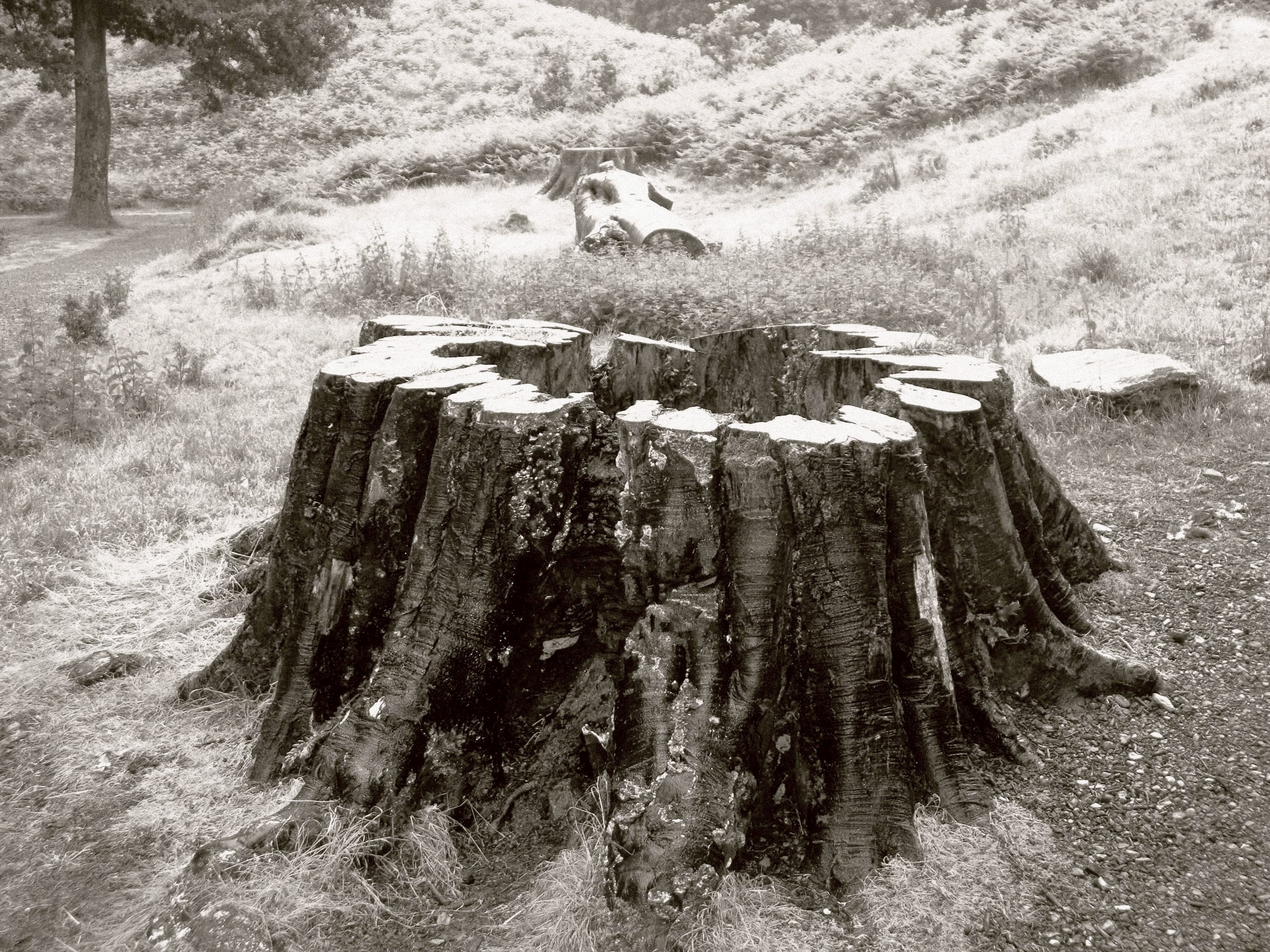
Старий пень у Віклов
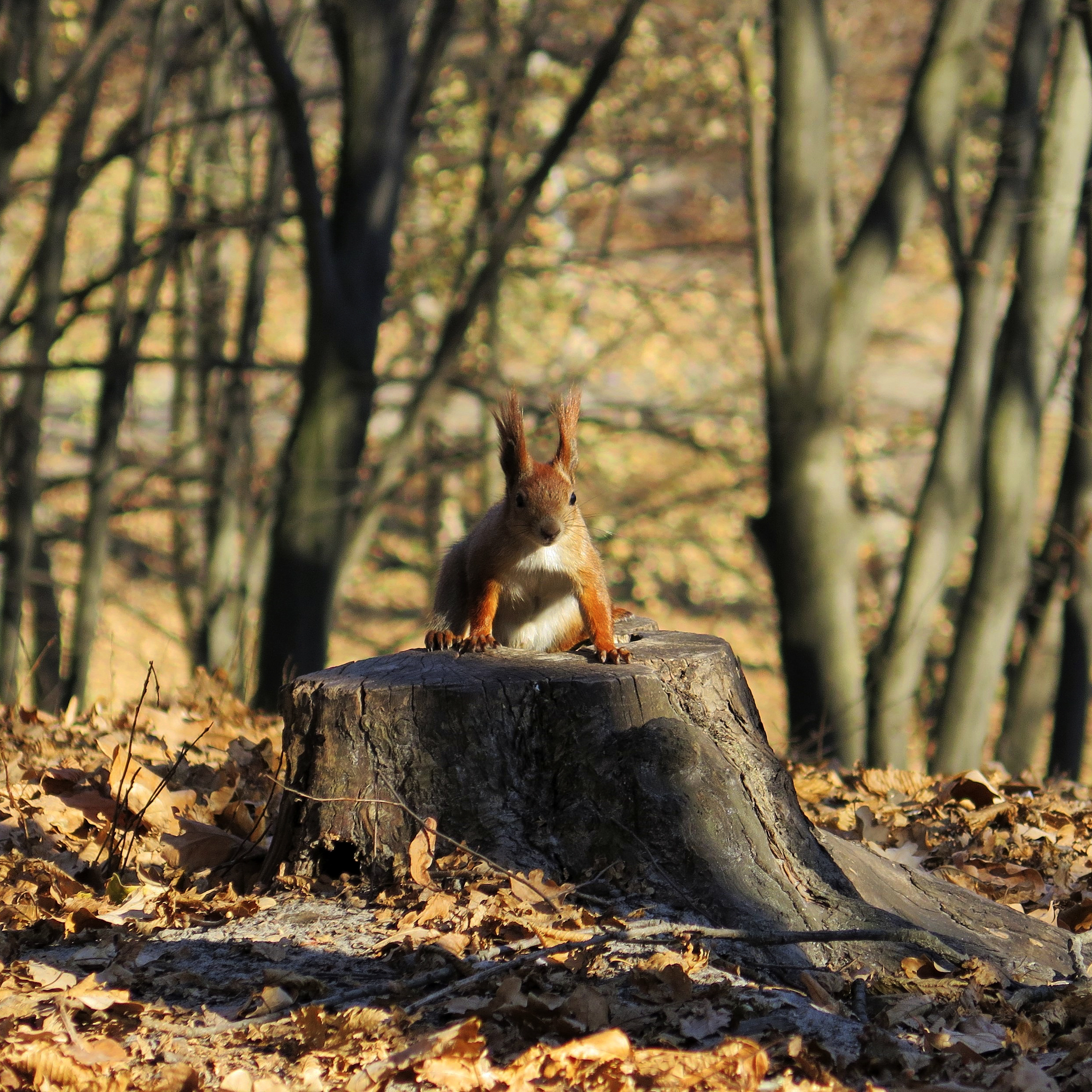
Пень і вивірка